# Beer International Recognition Awards
Beer International Recognition Awards of ook wel  BIRA competition is een bierwedstrijd georganiseerd door 4 bierkenners namelijk Raúl C. Castellani, Josef Tolar, Sagi Cooper, Moises A. Spak.

## Wedstrijd

### Prijzen en punten
De jurering gebeurt door het geven van punten op 100. 
Prijzen worden niet enkel aan de eerste gegeven maar ene erkenning of prijs wordt gegeven aan alle bieren binnen eenzelfde puntensaldo.
- De bira double gold : van 93 tot 100 punten
- Bira gold : 86 tot 92,99 punten
- Bira silver : 82 tot 85.99  punten

Daarnaast krijgen bepaalde bieren een bijkomende prijs. 
- Best International Award : de eerste van de gehele competitie
- Best of Category : de eerste van de gehele categorie als hij ten minste 94 punten heeft en er minstens 10 tegenstanders waren in de categorie.
- Best Society Award : voor de beste reeks van bieren van eenzelfde brouwerij
- Best of country : de eerste van één bepaald land als er ten minste 10 tegenstanders waren.
- Een aantal regionale prijzen zoals Best Israeli beer, Best Israeli brewery en Best Israeli small brewery

### Categorieën
- Ale : Milds (1), Strong Milds (2), Pale Ales en Bitters (amber tot bruin, tot 4%) (3), Pale Ales en Bitters (amber tot bruin, 4.1 - 5% ) (4), 5 Strong Ales (amber tot bruin, 5.1% en hoger), 6 Golden Ales (tot 4%), Golden Ales (4.1 - 5%) (7), Golden Ales (5.1% en hoger) (8), Bruine Ales (9), Old Ales (10), IPAs (11), Imperial/Double IPAs (12), Alts (13), Kölsch (14), Barley Wines (15), Dubbels (16), Tripels (17), Belgian-Style Brown Ales and Reds (18), Belgian-Style Blonds (19), Scotch Ales (20), Saisons (21), Bieres de Garde (22), Trappist and Abbey Beers (23), Other Continental-Style Ales (24)
- Lagers : Pale Lagers (zonder pils, tot 4%) (25), Pale Lagers (zonder pils, 4.1 - 5%) (26), Pale Lagers (zonder pils, 5.1% en hoger (27), Pils (28), Bocks (Minimum 6%) (29), Dunkels, Schwarzbiers and Cerne (30), Viennas (31), Marzen/Oktoberfest (32)
- Stouts en porters : Sweet and Milk Stouts (33), Dry Stout (34), Oatmeal Stout (35), Porter (36), Imperial Russian Stout and Baltic Porter (37)
- Wheat beers (Minimum 30% wheat) : Witbier and Blanche (38), Berlinerweisse (39), Hefeweiss/Hefeweizen and Kristallweiss (40), Weizenbock (41), Dunkelweiss (42), Plain Lambic and Gueuze (43), Wheat Ales (44), Wheat Lagers (45)
- Fruit beers : Fruited Lambic (46), Fruited Belgian Brown Ales (47), Fruited Wheat Beers (48), Fruited Ales (49), Fruited Lagers (50), Fruited Stouts and Porters (51)
- Speciality beers : Smoked Beers (52), Wood Aged Beers (53), Spiced Beers (54), Honey Beers (55), Coffee Beers (56), Chocolate Beers (57), Gluten Free Beers (58), Experimental Beers (not fitting other classes) (59)
- Nablabs : Zero alcohol up to 0.5% (60), 0.6 to 1.9% (61), 2 to 2.5% (62)

### Jury
Jury 2011 : Josef Tolar (Yjechië), Simon Jenkins (UK), Conrad Seidl (Oostenrijk), Zangrando Tullio (Italië), Sagi Cooper (Israel), Galit Dviri (Israel), Gadi Dviri (Israel)

## Winnaars
Deze lijst bevat de winnaars uit gebied waar Nederlands een erkende taal is onder andere België, Nederland en Suriname.
| jaar | Datum                      | inzendingen (landen) | categorie        | prijs                       | naam                      | brouwerij               | land   |
| ---- | -------------------------- | -------------------- | ---------------- | --------------------------- | ------------------------- | ----------------------- | ------ |
| 2011 | 10 - 12 oktober (Tel Aviv) | ? (?)                | Ales             | Goud · Goud                 | St. Martin Tripel         | Brasserie de Brunehaut  | België |
| 2011 |                            | ? (?)                | Ales             | Goud · Goud                 | Straffe Hendrik           | Brouwerij De Halve Maan | België |
| 2011 |                            | ? (?)                | Ales             | Goud · Goud                 | Straffe Hendrik Quadrupel | Brouwerij De Halve Maan | België |
| 2011 |                            | ? (?)                | Speciality beers | Goud · Goud                 | Mongozo Premium Pilsner   | Brouwerij Huyghe        | België |
| 2011 |                            | ? (?)                | Ales             | Goud · Goud                 | Floris Mango              | Brouwerij Huyghe        | België |
| 2011 |                            | ? (?)                | Ales             | Best of fruited wheat beers | Floris Mango              | Brouwerij Huyghe        | België |
| 2011 |                            | ? (?)                | Fruit beers      | Goud · Goud                 | Lindemans Kriek           | Brouwerij Lindemans     | België |
| 2011 |                            | ? (?)                | Fruit beers      | Best of fruit beers         | Lindemans Kriek           | Brouwerij Lindemans     | België |
| 2011 |                            | ? (?)                | Fruit beers      | Grand Award                 | Lindemans Kriek           | Brouwerij Lindemans     | België |
| 2011 |                            | ? (?)                | Speciality beers | Best of Specialty beers     | Mongozo Premium Pilsener  | Brouwerij Huyghe        | België |
| 2011 |                            | ? (?)                | Specialty Beers  | Goud                        | Brunehaut Blond Bio       | Brasserie de Brunehaut  | België |
| 2011 |                            | ? (?)                | Ales             | Goud                        | Brugse Zot Dubbel         | Brouwerij De Halve Maan | België |
| 2011 |                            | ? (?)                | Ales             | Goud                        | La Guillotine             | Brouwerij Huyghe        | België |
| 2011 |                            | ? (?)                | Ales             | Goud                        | Delirium Tremens          | Brouwerij Huyghe        | België |
| 2011 |                            | ? (?)                | Ales             | Best of fruited wheat beers | Floris Mango              | Brouwerij Huyghe        | België |